# Кропачёв, Михаил Григорьевич
Михаил Григорьевич Кропачёв (1901—1973) — советский государственный деятель.

## Биография
Родился 28 сентября 1901 года в селе Вавож Боткинского уезда Вятской губернии (ныне Удмуртии).
В 1919 году окончил Вавожское двухклассное училище.
Вступил в РККА в 1920 году, участвовал в боях с белогвардейцами на Алтае, Западной Сибири, затем в Восточной Сибири и Забайкалье. Член РКП(б) с 1921 года. В 1922 году в составе 226-го Петроградского полка 26-й Златоустовской дивизии Михаил Кропачёв прибыл в Якутию политруком батальона, участвовал в операциях по преследованию повстанцев на охотском направлении. Осенью 1922 года был направлен на Восточный боевой участок для борьбы с пепеляевцами, преградив им путь в местности Сасыл-Сысыы.
После Гражданской войны, с 1923 года, находился в Омске. С августа 1941 по апрель 1946 года находился в рядах Красной армии, участник Великой Отечественной и Советско-японской войн. После демобилизации получил высшее техническое образование. Работал главным механиком Омского областного управления местной промышленности.
Был награждён орденом Красной Звезды и медалями. Выйдя на заслуженный отдых в 1958 году, был пенсионером союзного значения.
Умер в 1973 году.
В Центральном государственном архиве Удмуртской Республики имеются документы, относящиеся к М. Г. Кропачёву.